# Envolvimento
"Envolvimento" é uma canção de brega funk do trio MC Loma e As Gêmeas Lacração. O videoclipe oficial se tornou o segundo vídeo viral no YouTube Music. Ficou mais famosa quando o YouTuber brasileiro Felipe Neto reagiu ao videoclipe e foi interpretada por cantores famosos como Anitta, Wesley Safadão e Solange Almeida. A canção foi considerada o hit do Carnaval de 2018, ficando em primeiro lugar na lista Top 50 Brasil do Spotify.
O single alcançou as primeiras paradas musicais do Spotify em 2018, duas semanas após o lançamento oficial no canal do KondZilla no YouTube.
A gravação do videoclipe original começou quando Mirella propôs que a Mariely e Loma filmar elas cantando a canção que a própria tinha escrito com a ajuda de Mariely. Então, para gravar a música, Loma entrou no guarda-roupa de Mirella e lá ela cantou. Loma revelou que nunca tinha cantado profissionalmente somente na igreja. Então Mirella editou o áudio e elas pediram para um DJ adicionar batidas na música (o mesmo que é citado na música), porém, elas não tinham dinheiro e deixaram para lá, até que o DJ ligou para elas dizendo que fazia o trabalho sem cobrar.
Então elas foram, Loma era menor de idade então, ela mentiu para sua mãe para ir. Porém enquanto elas gravavam, a mãe de Loma mandou ela ir para casa então ela foi mesmo a música não estando pronta. Logo depois, o trio foi para um hotel onde gravaram tomadas que seriam usados para o clipe, porém eles foram perdidos. Então elas resolveram gravar em casa mesmo. Então o vídeo foi editado com o áudio. O vídeo inicialmente era para ser privado pois era apenas uma brincadeira entre Loma e as gêmeas, porém, ele foi postado para o público. E no dia seguinte o clipe já tinha viralizado. Antes de Envolvimento, o trio já tinha viralizado no Facebook com outra música.
Em um podcast MC Loma explicou as gírias que tem na música do grupo. “Escama só de peixe” é um gíria de Recife, onde o grupo morava, de acordo com Loma essa giria significa “malokeiro”, já “Cebruthius”, a mais conhecida, foi uma criação de Loma com as gêmeas pois ela entendia “Cebruthius” ao invés de “Bluetooth”, já o “Uai” foi que Mariely, uma das gêmeas sempre falava, então Mirella deu a ideia de acreditar no clipe.

## Paradas musicais

#### Chart
| 2018                   | Melhor Posição |
| ---------------------- | -------------- |
| Brasil (YouTube Music) | #1             |
| Brasil (YouTube Music) | #3             |
| Brasil (Spotify)       | #50            |